# Circonscription de Boujdour
La circonscription de Boujdour est une circonscription législative marocaine de la province de Kénitra située en région Laâyoune-Sakia El Hamra. Elle est représentée dans la Xe législature par Abdelaziz Abba et Abdellahi Edd Abadda.

## Historique des députations
| Législature | Début de mandat  | Fin de mandat    | Députés élus | Députés élus           | Députés élus | Députés élus               |
| ----------- | ---------------- | ---------------- | ------------ | ---------------------- | ------------ | -------------------------- |
| IXe         | 26 novembre 2011 | 7 octobre 2016   |              | Sidi Brahim Khaya (MP) |              | Abdellahi Edd Abadda (PAM) |
| Xe          | 8 octobre 2016   | 8 septembre 2021 |              | Abdelaziz Abba (PI)    |              | Abdellahi Edd Abadda (PAM) |
| XIe         | 9 septembre 2021 | ?                |              | Abdelaziz Abba (PI)    |              | Sidi Ibrahim Khi (RNI)     |

## Historique des élections

### Découpage électoral d'octobre 2011

#### Élections de 2016
| Parti       | Parti                                                       | Voix   | %      | Député(s) élus       |  |
| ----------- | ----------------------------------------------------------- | ------ | ------ | -------------------- |  |
|             | Parti de l'Istiqlal (PI)                                    | 5 034  | 29,48  | Abdelaziz Abba       |  |
|             | Parti authenticité et modernité (PAM)                       | 4 993  | 29,24  | Abdellahi Edd Abadda |  |
|             | Mouvement populaire (MP)                                    | 4 914  | 28,77  |                      |  |
|             | Parti de la justice et du développement (PJD)               | 1 912  | 11,20  |                      |  |
|             | Rassemblement national des indépendants (RNI)               | 126    | 0,74   |                      |  |
|             | Parti du progrès et du socialisme (PPS)                     | 58     | 0,34   |                      |  |
|             | Union socialiste des forces populaires (USFP)               | 16     | 0,09   |                      |  |
|             | Parti de l'environnement et du développement durable (PEDD) | 16     | 0,09   |                      |  |
|             | Parti de la liberté et de la justice sociale (PLJS)         | 9      | 0,05   |                      |  |
|             |                                                             |        |        |                      |  |
| Inscrits    | Inscrits                                                    | 26 560 | 100,00 |                      |  |
| Abstentions | Abstentions                                                 | 9 482  | 35,70  |                      |  |
| Exprimés    | Exprimés                                                    | 17 078 | 64,30  |                      |  |

#### Élections de 2021
| Parti       | Parti                                         | Voix   | %      | Députés élus     |  |
| ----------- | --------------------------------------------- | ------ | ------ | ---------------- |  |
|             | Rassemblement national des indépendants (RNI) | 6 493  | 33,57  | Sidi Ibrahim Khi |  |
|             | Parti de l'Istiqlal (PI)                      | 5 897  | 30,49  | Abdelaziz Abba   |  |
|             | Parti authenticité et modernité (PAM)         | 4 211  | 21,77  |                  |  |
|             | Front des forces démocratiques (FFD)          | 1 103  | 5,70   |                  |  |
|             | Parti marocain libéral (PML)                  | 579    | 2,99   |                  |  |
|             | Union constitutionnelle (UC)                  | 427    | 2,21   |                  |  |
|             | Parti de la justice et du développement (PJD) | 247    | 1,28   |                  |  |
|             | Parti du progrès et du socialisme (PPS)       | 160    | 0,83   |                  |  |
|             | Alliance de la fédération de gauche (AGD)     | 117    | 0,60   |                  |  |
|             | Parti des Néo-Démocrates (PND)                | 55     | 0,28   |                  |  |
|             | Union socialiste des forces populaires (USFP) | 35     | 0,18   |                  |  |
|             | Parti vert marocain (PVM)                     | 15     | 0,08   |                  |  |
|             |                                               |        |        |                  |  |
| Inscrits    | Inscrits                                      | 30 076 | 100,00 |                  |  |
| Abstentions | Abstentions                                   | 10 737 | 35,70  |                  |  |
| Exprimés    | Exprimés                                      | 19 339 | 64,30  |                  |  |